# Henriquezia nitida
Henriquezia nitida är en måreväxtart som beskrevs av Richard Spruce och George Bentham. Henriquezia nitida ingår i släktet Henriquezia och familjen måreväxter.

## Underarter
Arten delas in i följande underarter:
- H. n. longisepala
- H. n. macrophylla
- H. n. nitida